# Маврикийцы в Австралии
Маврикийцы в Австралии — австралийцы маврикийского происхождения или маврикийцы, родившиеся на Маврикии.
В переписи населения 2011 года зарегистрировано 23 280 человек, родившихся на Маврикии и проживающих в Австралии, что на 28,1 % больше, чем в 2006 году.
Распределение по штатам и территориям согласно переписи населения 2011 года показало, что наибольшее число маврикийцев проживает в Виктории (1100 человек), за ней следуют Новый Южный Уэльс (5752), Западная Австралия (3932) и Квинсленд (1476).
Маврикийцы — быстро растущая группа мигрантов, которая неуклонно растёт за последние 30 лет.

## История
Мигранты из Маврикия имеют очень долгую историю появления их в Австралии. Они прибывали в Австралию начиная с 1901 года. Они были искателями золотых месторождений в Виктории, осужденными или квалифицированными работниками по обработке сахара, которые значительно помогли развить сахарную промышленность Квинсленда.

## Культурные особенности
Поскольку Маврикий является страной с мультикультурным и мультиэтническим обществом, маврикийцы имеют различные и разнообразные этнические группы. Однако в переписи 2011 года большинство рожденных в Маврикии людей, живущих в Австралии, сообщили о своем креольском маврикийском происхождении (13 651), за которым следуют французское (4536) и китайское (2057).
Основываясь на этнических генеалогических линиях, люди белой или смешанной расы составляют 50 % маврикийского населения в Австралии, эта группа имеет наибольшую численность, покинув Маврикий после обретения независимости, и единственная, кто мог пройти через австралийскую миграционную политику, которая продолжалась до 1970 года. Сино-маврикийцы составляют 7 %, прибывшие в основном в 80-е и 90-е годы, индо-маврикийцы составляют 20-25 %, а афро-маврикийцы составляют также 20-25 %. Большинство афро-маврикийцев и креолов прибыло после 2000-х годов и является наиболее быстро растущей частью сообщества. Маврикийские австралийцы имеют небольшое присутствие в австралийской повседневной культуре, в том числе на телевидении. Айша в The Slap является заметным примером, показывающим сериал как «маврикийско-австралийский». Хавана Браун является популярным австралийским музыкантом маврикийского происхождения.

## Язык
Основными языками, на которых говорят маврикийцы в Австралии: французский (12 545), английский (5665) и маврикийский креольский (2654). Следует отметить, что в Австралии имеется большое франкоязычное сообщество маврикийцев по отношению к общей массе маврикийского сообщества, оно составляет 1,4 % от маврикийского населения Австралии, однако большинство молодого поколения говорит по-английски. Маврикийцы, использующие французский язык в качестве родного языка, представляют этнические группы белых маврикийцев или смешанных рас креолов, составляющие как минимум 50 % маврикийской общины в Австралии. Для сравнения: на Маврикии 4,1 % населения говорят на французском языке как на родном языке, с 68,6 % как на втором языке, что составляет в общей сложности 72,7 % говорящих на французском языке.